# Kościół św. Jana Chrzciciela w Janikowie
Kościół świętego Jana Chrzciciela w Janikowie − najstarszy rzymskokatolicki kościół parafialny w Janikowie, w powiecie inowrocławskim, w województwie kujawsko-pomorskim. Należy do dekanatu barcińskiego. Mieści się w północnej dzielnicy miasta - Ostrowie, przy ulicy Przyjeziernej. Jedyny rejestrowany zabytek miasta.

## Historia, architektura i wyposażenie
Jest to świątynia murowana, wybudowana w stylu gotyckim, ufundowana przez wojewodę inowrocławskiego Bogusława z Oporowa z rodu Sulimów około 1460 roku i rozbudowana w 1840 roku o wieżę i zakrystię. Budowla reprezentuje architekturę późnego gotyku, jest zwrócona na południe i posiada bardzo krótką nawę. Wnętrze o wystroju barokowym z XVIII stulecia. W kościele znajdowały się: mszał pergaminowy, druk moguncki z 1483 roku oraz dokument erekcyjny. Niestety, te dokumenty nie zachowały się do dziś. Do czasów II wojny światowej w świątyni wisiał duży zabytkowy dzwon z 1515 roku.